# Pseudophilautus mittermeieri
Espèce
Synonymes
- Philautus mittermeieri Meegaskumbura & Manamendra-Arachchi, 2005

Statut de conservation UICN

 EN B1ab(iii) : En danger
Pseudophilautus mittermeieri est une espèce d'amphibiens de la famille des Rhacophoridae.

## Répartition
Cette espèce est endémique du Sud-Ouest du Sri Lanka. Elle se rencontre entre 60 et 150 m d'altitude,.

## Description
Pseudophilautus mittermeieri mesure de 16 à 18 mm.

## Étymologie
Son nom d'espèce, mittermeieri, lui a été donné en référence à Russell Alan Mittermeier (New York, 1949), président de Conservation International.

## Publication originale
- Meegaskumbura & Manamendra-Arachchi, 2005 : Description of eight new species of shrub-frogs (Ranidae : Rhacophorinae : Philautus) from Sri Lanka. The Raffles Bulletin of Zoology, Supplement Series, no 12, p. 305-308 (texte intégral).